# Внезапно беременна
Внезапно беременна (англ. Baby on board) — американская комедия режиссёра Брайана Херцлингера.

## Сюжет
В фильме показывается история семейной пары Кёртиса и Анджелы Маркс. Анджела (Хизер Грэм) — сотрудница крупной парфюмерной компании, находящаяся на пике своей карьеры, её муж Кёртис (Джерри О’Коннелл) — успешный адвокат. Их жизнь сосредоточена на своей карьере и несмотря на то, что Кёртис хотел бы иметь детей, Анджела к этому совсем не готова. Их жизнь серьёзно изменяется, когда сначала их лучшие друзья, Дэнни и Сильвия, принимают решение расстаться, а затем Анджела обнаруживает, что она беременна.

## В ролях
| Актёр            | Роль            |
| ---------------- | --------------- |
| Хизер Грэм       | Анджела Маркс   |
| Джерри О’Коннелл | Кёртис Маркс    |
| Джон Корбетт     | Дэнни Чемберс   |
| Кэти Финнеран    | Сильвия Чемберс |
| Лара Флинн Бойл  | Мэри Рэдклифф   |
| Брайан Силлс     | Рафи            |
| Энтони Старк     | доктор Тэйлор   |
| Хизер Прете      | миссис Дженкинс |
| Джессика Зорн    | Меган           |
| Джон Турк        | водитель        |
| Джейден Хидальго | Райан           |
| Пегги Родер      | Элла            |

## Даты выхода
Съёмки фильма проходили в 2008 году, на экраны в США он вышел 3 апреля 2009 года. Премьера фильма на DVD состоялась 9 июня того же года .